# Кубок претендентов по волейболу среди женщин 2019
II розыгрыш Кубка претендентов по волейболу среди женских команд проходил с 26 по 30 июня 2019 года в Лиме (Перу) с участием 6 национальных сборных. Победителем соревнования стала сборная Канады. Она получила право выступать в следующем сезоне в Лиге наций вместо сборной Болгарии, показавшей худший результат среди команд-претендентов в розыгрыше Лиги наций-2019.

## Участники
В розыгрыше Кубка претендентов приняли участие 6 команд.
| Конфедерация | Команды          |
| ------------ | ---------------- |
| Организатор  | Перу             |
| CEV          | Чехия Хорватия   |
| AVC          | Китайский Тайбэй |
| CSV          | Аргентина        |
| NORCECA      | Канада           |

От Европы в соревновании право выступить на турнире получили победитель и финалист Золотого дивизиона Евролиги-2019 — Чехия и Хорватия. Участником Кубка претендентов от Азии на основании рейтинга Международной федерации волейбола стала сборная Тайваня, после того как занимающие более высокие позиции в рейтинге команды Казахстана и Австралии отказались от участия в отборочных играх. От Южной Америки путёвка на Кубок претендентов также согласно мировому рейтингу досталась сборной Аргентины. Среди североамериканских команд был проведён отборочный турнир.

## Североамериканский отборочный турнир
В турнире, проходившем в канадском Шатоге, приняли участие 3 команды. Отказалась от выступления первоначально заявленная сборная Кубы. Победителем стала сборная Канады.
|                | Матчи | Матчи | Очки | Сеты | Сеты | Сеты  | Мячи | Мячи | Мячи  |
| В              | П     | В     | Очки | П    | В:П  | В     | П    | В:П  |       |
| -------------- | ----- | ----- | ---- | ---- | ---- | ----- | ---- | ---- | ----- |
| 1. Канада      | 2     | 0     | 10   | 6    | 0    | max   | 150  | 108  | 1,389 |
| 2. Пуэрто-Рико | 1     | 1     | 5    | 3    | 3    | 1,000 | 136  | 122  | 1,115 |
| 3. Мексика     | 0     | 2     | 0    | 0    | 6    | 0,000 | 94   | 150  | 0,627 |

| Дата  |             | Счёт |             | Сеты  | Сеты  | Сеты  | Сеты | Сеты | Отчёт |
| Дата  | 1           | Счёт | 2           | 3     | 4     | 5     |      |      | Отчёт |
| ----- | ----------- | ---- | ----------- | ----- | ----- | ----- | ---- | ---- | ----- |
| 31.05 | Пуэрто-Рико | 3:0  | Мексика     | 25:20 | 25:12 | 25:15 |      |      | P2    |
| 1.06  | Канада      | 3:0  | Мексика     | 25:14 | 25:16 | 25:17 |      |      | P2    |
| 2.06  | Канада      | 3:0  | Пуэрто-Рико | 25:21 | 25:20 | 25:20 |      |      | P2    |

## Основной турнир
Матчи прошли с 26 по 30 июня в Лиме. Сборные играли в один круг в двух группах из трёх команд, затем четвёрка сильнейших провела полуфинальные матчи и финалы за 1-е и 3-е места.

### Группа A
|             | Матчи | Матчи | Очки | Сеты | Сеты | Сеты  | Мячи | Мячи | Мячи  |
| В           | П     | В     | Очки | П    | В:П  | В     | П    | В:П  |       |
| ----------- | ----- | ----- | ---- | ---- | ---- | ----- | ---- | ---- | ----- |
| 1. Чехия    | 2     | 0     | 6    | 6    | 2    | 3,000 | 194  | 160  | 1,213 |
| 2. Хорватия | 1     | 1     | 3    | 4    | 4    | 1,000 | 168  | 189  | 0,889 |
| 3. Перу     | 0     | 2     | 0    | 2    | 6    | 0,333 | 186  | 199  | 0,935 |

| Дата  |       | Счёт |          | Сеты  | Сеты  | Сеты  | Сеты  | Сеты | Отчёт |
| Дата  | 1     | Счёт | 2        | 3     | 4     | 5     |       |      | Отчёт |
| ----- | ----- | ---- | -------- | ----- | ----- | ----- | ----- | ---- | ----- |
| 26.06 | Перу  | 1:3  | Хорватия | 23:25 | 25:19 | 17:25 | 29:31 |      | P2    |
| 27.06 | Чехия | 3:1  | Хорватия | 20:25 | 25:12 | 25:16 | 25:15 |      | P2    |
| 28.06 | Перу  | 1:3  | Чехия    | 25:27 | 25:22 | 21:25 | 21:25 |      | P2    |

### Группа B
|                     | Матчи | Матчи | Очки | Сеты | Сеты | Сеты  | Мячи | Мячи | Мячи  |
| В                   | П     | В     | Очки | П    | В:П  | В     | П    | В:П  |       |
| ------------------- | ----- | ----- | ---- | ---- | ---- | ----- | ---- | ---- | ----- |
| 1. Канада           | 2     | 0     | 6    | 6    | 0    | max   | 150  | 116  | 1,293 |
| 2. Аргентина        | 1     | 1     | 3    | 3    | 3    | 1,000 | 142  | 140  | 1,014 |
| 3. Китайский Тайбэй | 0     | 2     | 0    | 0    | 6    | 0,000 | 114  | 150  | 0,760 |

| Дата  |           | Счёт |                  | Сеты  | Сеты  | Сеты  | Сеты | Сеты | Отчёт |
| Дата  | 1         | Счёт | 2                | 3     | 4     | 5     |      |      | Отчёт |
| ----- | --------- | ---- | ---------------- | ----- | ----- | ----- | ---- | ---- | ----- |
| 26.06 | Аргентина | 3:0  | Китайский Тайбэй | 25:22 | 25:22 | 25:21 |      |      | P2    |
| 27.06 | Канада    | 3:0  | Китайский Тайбэй | 25:16 | 25:17 | 25:16 |      |      | P2    |
| 28.06 | Аргентина | 0:3  | Канада           | 23:25 | 21:25 | 23:25 |      |      | P2    |

### Полуфиналы
| Дата  |        | Счёт |           | Сеты  | Сеты  | Сеты  | Сеты | Сеты | Отчёт |
| Дата  | 1      | Счёт | 2         | 3     | 4     | 5     |      |      | Отчёт |
| ----- | ------ | ---- | --------- | ----- | ----- | ----- | ---- | ---- | ----- |
| 29.06 | Чехия  | 3:0  | Аргентина | 25:16 | 25:19 | 25:23 |      |      | P2    |
| 29.06 | Канада | 3:0  | Хорватия  | 25:18 | 25:20 | 26:24 |      |      | P2    |

### Матч за 3-е место
| Дата  |           | Счёт |          | Сеты  | Сеты  | Сеты  | Сеты | Сеты | Отчёт |
| Дата  | 1         | Счёт | 2        | 3     | 4     | 5     |      |      | Отчёт |
| ----- | --------- | ---- | -------- | ----- | ----- | ----- | ---- | ---- | ----- |
| 30.06 | Аргентина | 3:0  | Хорватия | 25:19 | 25:18 | 25:14 |      |      | P2    |

### Финал
| Дата  |       | Счёт |        | Сеты  | Сеты  | Сеты  | Сеты  | Сеты | Отчёт |
| Дата  | 1     | Счёт | 2      | 3     | 4     | 5     |       |      | Отчёт |
| ----- | ----- | ---- | ------ | ----- | ----- | ----- | ----- | ---- | ----- |
| 30.06 | Чехия | 2:3  | Канада | 17:25 | 16:25 | 25:21 | 25:23 | 8:15 | P2    |

## Призёры
| Золото | Серебро | Бронза |
| КанадаОтамн Бэйли Кира ван Рик Алекса Ли Грей Шайна Джозеф Меган Кир Дженнифер Кросс Эмили Маглио Андреа Митрович Кристен Монкс Джессика Найлз Алисия Огомс Алисия Перрен Кайла Ричи Даниэль Смит Тренер — Томас Блэк | ЧехияНикола Ванькова Катержина Голашкова Вероника Досталова Андреа Коссаньова Михаэла Млейнкова Габриэла Орвошова Тереза Паточкова Барбора Пурхартова Эва Рутарова Эва Свободова Вероника Трнкова Павла Шмидова Кристина Шустрова Тренер — Иоаннис Атанасопулос | АргентинаТатьяна Вера Валентина Гальяно Валентина Гонсалес Джульета Ласкано Эрика Меркадо Агнес Мичель Тоси Паула Низетич Татьяна Риццо Канделария Родригес Элина Родригес Даниэла Симиан Камила Тапиа Антонела Фортуна Лусия Фреско Тренер — Эрнан Ферраро |